# 古野陽大
古野 陽大（ふるの あきひろ、1990年2月28日 - ）は、日本の俳優。
京都府京都市出身 。レプロエンタテインメント所属。劇団子供鉅人の劇団員。かつて、最高位戦日本プロ麻雀協会に所属する競技麻雀のプロとして活動していた。

## 出演

### ドラマ
- REPLAY&DESTROY（2015年、TBS）[1]
- 東京♡ヴァージン 第2話（2016年、lute） - ゲイカップル 役
- 愛を乞うひと（2017年、日本テレビ） - チンピラ 役
- ひよっこ 第14-16話（2017年、NHK） - 青年団員  役
- 警視庁捜査一課9係 season12 第8話（2017年、テレビ朝日） - 久世 役
- 家売るオンナ（2017年、日本テレビ） - 店員 役
- コード・ブルー -ドクターヘリ緊急救命- 3rd season 最終話（2017年、フジテレビ） - 救急隊員 役
- 新宿セブン 5話（2017年、テレビ東京） - 刑事  役
- 櫻子さんの足下には死体が埋まっている 8話（2017年、フジテレビ） - カップル 役
- チェイス 第1章（2017年、Amazonプライム） - 若者 役
- 会社は学校じゃねぇんだよ 第3話（2018年、AbemaTV） - 仲間 役
- 逃亡花 7話（2018年、BSテレビ東京） - 護衛 役
- 西郷どん 32話（2018年、NHK） - 薩摩藩士 役
- レ・ミゼラブル 終わりなき旅路（2019年、フジテレビ） - 安田 役
- すじぼり 第1-4話（2019年、U-NEXT）[3] - 根本 役
- ストロベリーナイト・サーガ 第7-9話（2019年、フジテレビ） - 小林充 役
- スカム 第4話（2019年、毎日放送） - 運び屋 役
- 名もなき復讐者 ZEGEN 第1-2,6-7話（2019年、 関西テレビ放送） - 杉浦健太  役
- 映像研には手を出すな! 第3話,第6話（2020年、毎日放送・TBS)- 下一郎 役
- 湘南純愛組! 第2話（2020年、Amazonプライム） - ヤンキー 役
- レンタルなんもしない人 第2話 （2020年、テレビ東京） - 同僚 役
- 年下彼氏 第18話 （2020年、テレビ朝日） - 同僚 役
- ハケンの品格 （2020年、日本テレビ） - 角田陽大 役（レギュラー出演）
- 一億円のさようなら 第7話（2020年、NHK BSプレミアム） - 五十嵐 役
- 夜がどれほど暗くても （2020年、WOWOW）
- あのときキスしておけば 第3話 （2021年、テレビ朝日） - 記者 役
- ひとりで飲めるもん！ 第8話 （2021年、WOWOW）
- ただ離婚してないだけ （2021年、テレビ東京）
- ゴシップ#彼女が知りたい本当の○○ 第3話（2022年1月20日、フジテレビ） - ライブハウス店員 役
- 刑事7人 第8シリーズ（2022年） - 春日誠 役

### 映画
- さよならみどり （2017年、山西竜也 監督）
- たゆたいは流木と（2019年、稲川悟史 監督）
- 映像研には手を出すな! （2020年、英勉 監督) - 下一郎 役
- ベイビーわるきゅーれ（2021年、阪元裕吾 監督）

### CM
- 任天堂 Nintendo Switch 「ソフトCM ”戦いの秋"」篇（2018年）
- アサヒビール クリアアサヒ 「みんながほめる 櫻井」篇（2019年）
- アサヒビール クリアアサヒ 「うまいものが好きだ！」篇（2019年）
- スニーカーダンク ストリート原始人「行列」篇（2021年）

### バラエティ
- 痛快TVスカッとジャパン（2018年、2021年、フジテレビ）
- 直撃!シンソウ坂上（2018年、フジテレビ）
- 出川哲朗の恥の王様〜恥の数だけ人生は豊かになる〜（2020年、TBS） - 麒麟 川島明 役

### 教養番組
- 天才てれびくんYOU（2018年、NHK教育）

### 舞台

#### -劇団子供鉅人
- 『組みしだかれてツインテール』（2015年）[1]
- 『重力の光』（2015年）[1]
- 『真夜中の虹』（2016年、2018年）
- 『幕末スープレックス』（2016年）
- 『マクベス』（2017年）
- 『チョップ、ギロチン、垂直落下』（2017年）
- 『ハミンンンンンング』（2018年）
- 『夏の夜の夢』（2018年）
- 『SF家族』（2019年）
- 『ギャラクシー銀座』（2020年）

#### -その他
- VOGA『Digitalis』（2013年）[1]
- ニットキャップシアター『月がみていた話』（2014年）[1]
- ピンク・リバティ『艶やかなマチルダ』（2016年）
- ピンク・リバティ『ふでをならう』（2016年）
- ジェットラグ『昼下りの非情事』（2017年）
- ピンク・リバティ『人魚の足』（2017年）